# The Nameless Ranger
The Nameless Ranger es el EP debut de la banda estadounidense de pop punk Modern baseball.

## Antecedentes
Brendan Lukens y Jake Ewald eran amigos de la secundaria de Brunswick, Maryland. Ellos comenzaron como un dúo acústico antes de trasladarse a la universidad de Filadelfia; Lukens en Chestnut Hill College, y Ewald la Universidad de Drexel. Luego ellos conocieron al baterista, Sean Huber, y el bajista , Ian Farmer.  El nombre de la banda fue inspirado por un libro que Lukens y Ewald encontraron titulado "Técnicas de béisbol moderno" (en inglés "Modern Baseball Techniques") propiedad del padre de Ewald en la tarde decidieron formar una banda. poco tiempo después grabaron su primer Ep The Nameless Ranger con canciones escritas por Lukens y Ewald. El Ep fue grabado en los estudios de la universidad de Drexler, donde asistía Ewald.

## Lista de canciones
| N.º   | Título        | Duración |  |
| 1.    | «Best Friend» | 0:49     |  |
| 2.    | «Short»       | 1:40     |  |
| 3.    | «My Love»     | 3:33     |  |
| 4.    | «Casket»      | 4:08     |  |
| 5.    | «Home»        | 4:32     |  |
| 14:42 |               |          |  |

## Personal
- Brendan Lukens - Voz, Guitarra rítmica
- Jake Ewald - Guitarra líder, Voz
- Ian Farmer - Bajo , Voz
- Sean Huber - Batería, Voz